# Уку Агустін
Уку Агустін (народилася 19 серпня 1976 року в місті Сукабумі, Індонезія) — індонезійська журналістка, письменниця та режисерка документальних фільмів.
Навчаючись у ісламській школі-інтернаті, Уку зацікавилася журналістикою після того, як дізналася, що в її рідному місті є багато повій. Починала власну діяльність у друкованих ЗМІ, пізніше перейшла до створення документальних фільмів після того, як помітила у місцевих газетах відсутність можливостей створення статей про права людини. Один із її перших документальних фільмів «Смерть у Джакарті» був знятий на кошти Міжнародного кінофестивалю в Джакарті. Також вона написала кілька дитячих книжок та оповідань.
Уку характеризують як "одну з головних режисерок документальних фільмів в Індонезії", яка часто в своїй творчості звертає увагу на соціальні проблеми.
Показ документального фільму Уку Ragat'e Anak відбувся на Берлінському міжнародному кінофестивалі в 2009 році.

## Юність, освіта та початок кар'єри
Уку народилася в Сукабумі, Західна Ява, 19 серпня 1976 року в суворій мусульманській родині. У дитинстві шість років навчалася в ісламській школі-інтернаті Даруннаджах в Джакарті; відокремлена від зовнішнього світу, вона відчула шок, коли дізналася, що багато жінок у її рідному місті працюють повіями. Це відкриття призвело до того, що вона стала більш критично ставитися до навколишнього світу і зацікавилася журналістикою. Пізніше Уку вступила до Джакартського ісламського державного університету. 
Після закінчення навчання Уку почала працювати з друкованими засобами масової інформації . Працювала у журналі Pantau, опублікувала декілька коротких оповідань та статей в інших медіа.  Незадоволена відсутністю можливостей для написання творів, в яких піднімаються соціальні питання, вона пізніше перейшла на аудіовізуальні засоби масової інформації . Вона також вказала на значну кількість редагувань, яких її твори зазнали, зазначивши, що "завжди здавалося, що існує широкий простір між реальністю, яка сталася, та "реальністю", про яку повідомлялося".
Уку стала активно писати. 2003 року вона опублікувала п'ять дитячих книг, присвячених ісламу.  Вона також написала новелу під назвою "Лелакі янг Менетас ди Тубухку" ("Людина, що вилупилася всередині мого тіла"), яку включила до збірки оповідань про лесбійок Вечір у Парижі. Книга також включала розповіді Клари Нг, Сено Гуміри Аджидарми та Агуса Нура. 

## Створення кінофільмів
Перший документальний фільм Уку назвала «Прамоедя: Остання глава».  У 2005 році Уку створила 28-хвилинний документальний фільм Смерть у Джакарті.  Це фільм про бідних людей та їх відношення до смерті коханих. Уку на фільм надихнули спостереження під час відвідування Громадського кладовища Утан-Каю в Східній Джакарті. Фільм був створений за сценарієм, який став одним із чотирьох фіналістів конкурсу розвитку сценаріїв міжнародного кінофестивалю в Джакарті. Уку отримала винагороду Rp. 25 млн (3000 доларів США) призових і камеру у подарунок; це була її перша професійна камера.  У квітні того ж року вона випустила збірку оповідань Калау Канакар ( Якщо Калакар? ). 
Наступний її фільм, Рагатье Анак (Заради дітей), розповів про життя двох повій на кладовищі в Тулунгагун, Східна Ява.  Документальний фільм ввійшов до «Пертарухан» («Стейк» ) — збірку творів, створену Фондом Каляни Шири.  У серпні 2006 року Уку випустила збірку коротких оповідань «Dunia di Kepala Alice» (Світ у голові Аліси) та роман Being Ing. Внаслідок поширення документального фільму Рагатье Анак 4 червня 2009 року місцева адміністрація Тулунгагун закрила район з проституцією. У відповідь Уку сказала, що шкодує про це рішення. 
Продюсером наступного її документального фільму «Конспірасі Хенінг» (Мовчазна змова ) була Ніа Діната. Свою назву фільм отримав від заяви Картоно Мохамада, колишнього керівника Індонезійської асоціації лікарів, що "мовчазна змова" призвела до того, що правила охорони здоров'я по суті є невиконуваними.  У повнометражному фільмі, першому для Уку, досліджено проблеми охорони здоров’я в Індонезії, простежене життя трьох людей: двох, які постраждали від непрацездатності, та бідного чоловіка без доступу до медичної допомоги.  
У 2011 році Уку знову співпрацювала з Дінатою у документальному фільмі про традиційний текстильний батик Batik: Our Love Story.  Діната керувала, а Уку виконувала функції сценариста.  У вересні 2011 року Уку працювала над трьома документальними фільмами: 
- Стукнути двері про індонезійський законопроєкт щодо публічної інформації;
- Дякую, що любите мене про вирубування лісів в Індонезії;
- Куди ти пішла моя любов про жертв викрадення. [3]

Завдяки програмі Cipta Media Bersama, що керується Фондом Ford у співпраці з кількома іншими групами, у листопаді 2011 року Уку отримала грант у розмірі 700 млн. індонезійських рупій (100 000 доларів США) на створення нового фільму.  Фільм під назвою Тідак Бермула [дан Тідак Берахір] денган Беріта (Не починається [і не закінчується] новинами] ) порівнює особливості преси під час смерті колишнього президента Сухарто та ЗМІ у 2012 році; намагався пролити світло на проблеми, з якими стикається преса в обидва періоди, та сприяти медіаграмотності. 

## Теми, які висвітлює
Ісламські дитячі книги займають значну частину творчості Уку. 
Іка Крісмантарі, пишучи для The Jakarta Post, зазначає, що Уку прагне вирішувати "складні" теми, такі як соціальна несправедливість, охорона здоров'я та гендерна нерівність у своїх документальних фільмах;  гендерна проблематика присутня в більшості її праць.  Уку вважає соціальну справедливість та права людини також ключовими темами її робіт. 
Уку сподівається, що глядачів вразять умови тяжкого життя, з яким стикаються персонажі фільмів, яких вона називає "натхненними".  У вересні 2011 року вона заявила, що вважає найкращими своїми роботами Смерть у Джакарті, Рагатье Анак та Конспірасі Хенінг. Багато її документальних фільмів розповсюджуються в Інтернеті. 

## Відгуки
Крісмантарі описує Уку як "одну з найкращих режисерок документального кіно Індонезії". 
Уку була однією з переможців конкурсу розробок сценаріїв Міжнародного кінофестивалю в Джакарті у 2005 році, що дозволило їй зняти Смерть у Джакарті.  Пертарухан, що містить її документальний фільм "Рагатье Анак", показали у розділі "Панорама" Берлінського міжнародного кінофестивалю у 2009 році; разом із Ласкаром Пелангі (також показаний у тому році) це був перший індонезійський фільм, показаний у Панорамі. Уку поїхала на показ фільмів до Берліна з Дінатою. 

## Особисте життя
Крісмантарі описує Уку як "маленьку жінку, яка може витримати сильний удар", зважаючи на зріст Уку (1,55 м) і сильний розум. 

## Фільмографія
- Прамоедя: Останній розділ (2006)
- Смерть у Джакарті (2006)
- Дев'ять життів жінки (2007)
- Жінки з розрізом (2008)
- Незакінчений (2008)
- Ragat'e Anak ( Заради дітей ; 2008)
- Waktu itu, Januari 2008: Sebuah Catatan Kaki ( Тоді, січень 2008: Зноска ; 2009)
- Конспірасі Хенінг ( Мовчазна змова ; 2010)